# イサベル・デ・ボルボン
イサベル・デ・ボルボン（Isabel de Borbón, 1602年11月22日 - 1644年10月6日）は、スペイン王フェリペ4世の最初の王妃。フランス語名ではエリザベート・ド・フランス（Élisabeth de France）またはエリザベート・ド・ブルボン（Élisabeth de Bourbon）と呼ばれた。

## 生涯
フランス王アンリ4世と王妃マリー・ド・メディシスの長女（第2子）としてフォンテーヌブローで生まれた。フェリペとの政略結婚は、カトリック二大勢力であるフランス・スペインの政治的同盟の証として伝統的におこなわれたものである。この伝統は、カトー＝カンブレジの和議でフェリペ2世とエリザベート・ド・ヴァロワが結婚して以来続いていた。2人には7子が生まれたが、5人は幼児のうちに早世し、アストゥリアス公バルタサール・カルロスと末子マリア・テレサのみが成長した。しかしイサベルの死後、バルタザール・カルロスも逝去した。
- マリア・マルガレータ（1621年　夭折）
- マルガリータ・マリア・カタリーナ（1623年　夭折）
- マリア・エウヘニア（1625年 - 1627年）
- イサベル・マリア・テレサ（1627年　夭折）
- バルタサール・カルロス（1629年 - 1646年） - アストゥリアス公
- マリア・アナ・アントニア（1636年　夭折）
- マリア・テレサ（1638年 - 1683年） - フランス王ルイ14世妃